# Hrabstwo Johnson (Illinois)

Piramida wieku hrabstwa

Hrabstwo Johnson – hrabstwo w USA, w stanie Illinois, według spisu z 2000 roku liczba ludności wynosiła 12 878. Siedzibą hrabstwa jest Vienna.

## Geografia
Według spisu hrabstwo zajmuje powierzchnię 904 km², z czego  1893 km² stanowią lądy, a 11 km² (1,22%) stanowią wody.

### Sąsiednie hrabstwa
- Hrabstwo Williamson – północ
- Hrabstwo Saline – północny wschód
- Hrabstwo Pope – wschód
- Hrabstwo Massac – południowy wschód
- Hrabstwo Pulaski – południowy zachód

Stan Illinois na mapie USA

- Hrabstwo Union – zachód

## Historia
Hrabstwo Johnson powstało w 1812 roku z terenów hrabstwa Randolph. Swoją nazwę przybrało na cześć Richarda M. Johnsona, amerykańskiego kongresmena z Kentucky. W 1813 roku, Johnson dowodził regimentem Kentucky w bitwie pod Moraviantown, gdzie w walce (według jednej z wielu wersji) miał pokonać wodza północnoamerykańskich Indian Szaunisów Tecumseh. Johnson został później wiceprezydentem Stanów Zjednoczonych. 

## Demografia
Według spisu z 2000 roku hrabstwo zamieszkuje 12 878 osób, które tworzą 4 183 gospodarstw domowych oraz 3053 rodzin. Gęstość zaludnienia wynosi 14 osób/km². Na terenie hrabstwa jest 5046 budynków mieszkalnych o częstości występowania wynoszącej 6 budynków/km². Hrabstwo zamieszkuje 80,66% ludności białej, 14,17% ludności czarnej, 0,27% rdzennych mieszkańców Ameryki, 0,13% Azjatów, 0,04% mieszkańców Pacyfiku, 1,07% ludności innej rasy oraz 0,79% ludności wywodzącej się z dwóch lub więcej ras, 2,86% ludności to Hiszpanie, Latynosi lub inni.
W hrabstwie znajduje się 4183 gospodarstw domowych, w których 30,60% stanowią dzieci poniżej 18 roku życia mieszkający z rodzicami, 62,30% małżeństwa mieszkające wspólnie, 7,10% stanowią samotne matki oraz 27,00% to osoby nie posiadające rodziny. 24,20% wszystkich gospodarstw domowych składa się z jednej osoby oraz 12,10% żyje samotnie i ma powyżej 65 roku życia. Średnia wielkość gospodarstwa domowego wynosi 2,43 osoby, a rodziny wynosi 2,87 osoby.
Przedział wiekowy populacji hrabstwa kształtuje się następująco: 18,30% osób poniżej 18 roku życia, 11,40% pomiędzy 18 a 24 rokiem życia, 34,00% pomiędzy 25 a 44 rokiem życia, 22,70% pomiędzy 45 a 64 rokiem życia oraz 13,60% osób powyżej 65 roku życia. Średni wiek populacji wynosi 37 lat. Na każde 100 kobiet przypada 149,0 mężczyzn. Na każde 100 kobiet powyżej 18 roku życia przypada 160,20 mężczyzn.
Średni dochód dla gospodarstwa domowego wynosi 33 326 USD, a średni dochód dla rodziny wynosi 40 275 dolarów. Mężczyźni osiągają średni dochód w wysokości 29 415 dolarów, a kobiety 22 844 dolarów. Średni dochód na osobę w hrabstwie wynosi 17 990 dolarów. Około 8,10% rodzin oraz 11,30% ludności żyje poniżej minimum socjalnego, z tego 11,30% poniżej 18 roku życia oraz 11,50% powyżej 65 roku życia.

## Miasta
- Vienna

## Wioski
- Belknap
- Buncombe
- Cypress
- Goreville
- New Burnside
- Simpson